# Seznam violoncellistů

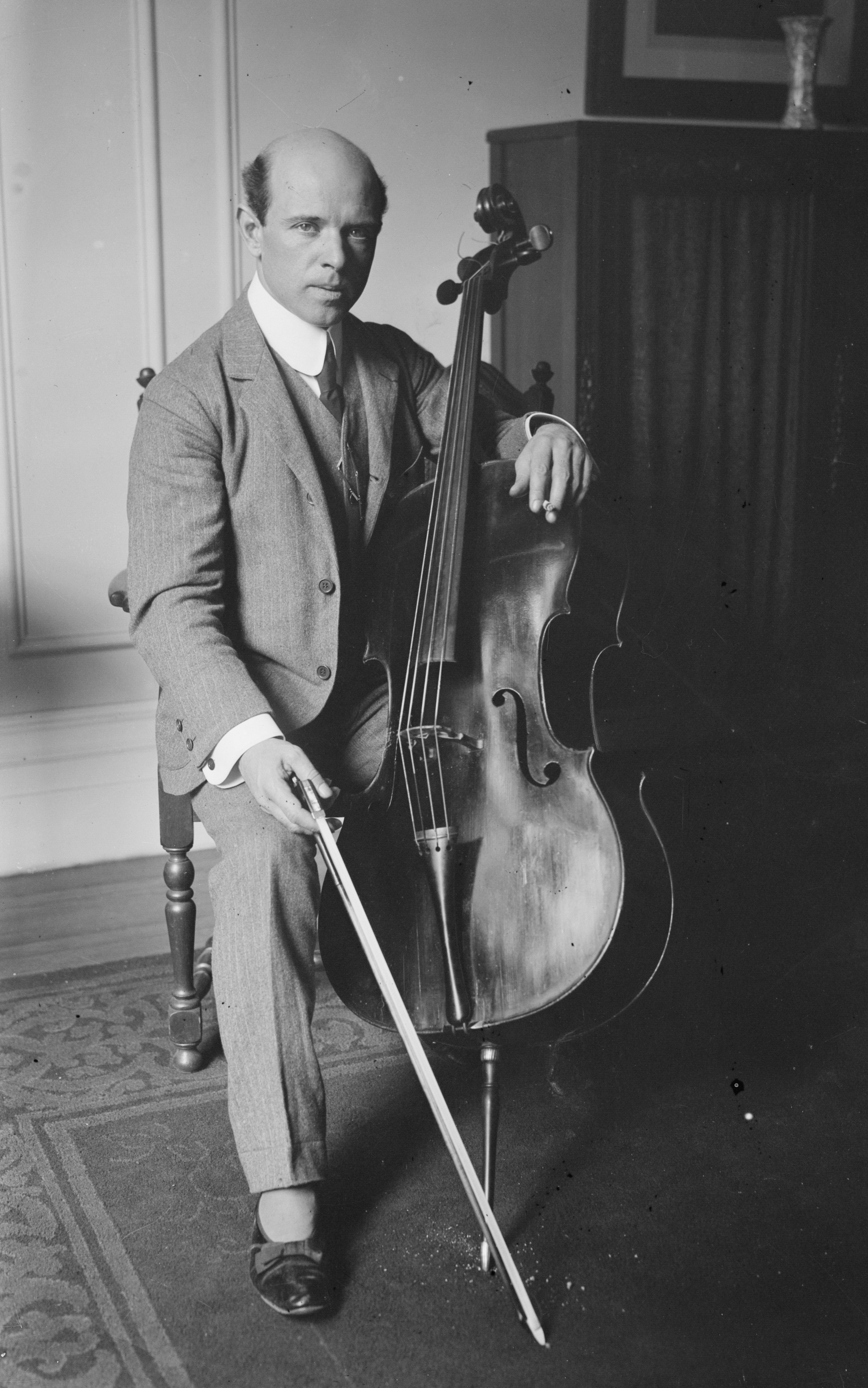
Pablo Casals, považovaný za jednoho z nejvlivnějších violoncellistů

Toto je seznam významných violoncellistů, hudebníků hrajících na violoncello. Violoncello, někdy nesprávně jen cello je dřevěný smyčcový nástroj se čtyřmi strunami laděnými v čistých kvintách.

## Seznamy violoncellistů

### Klasičtí violoncellisté

#### A

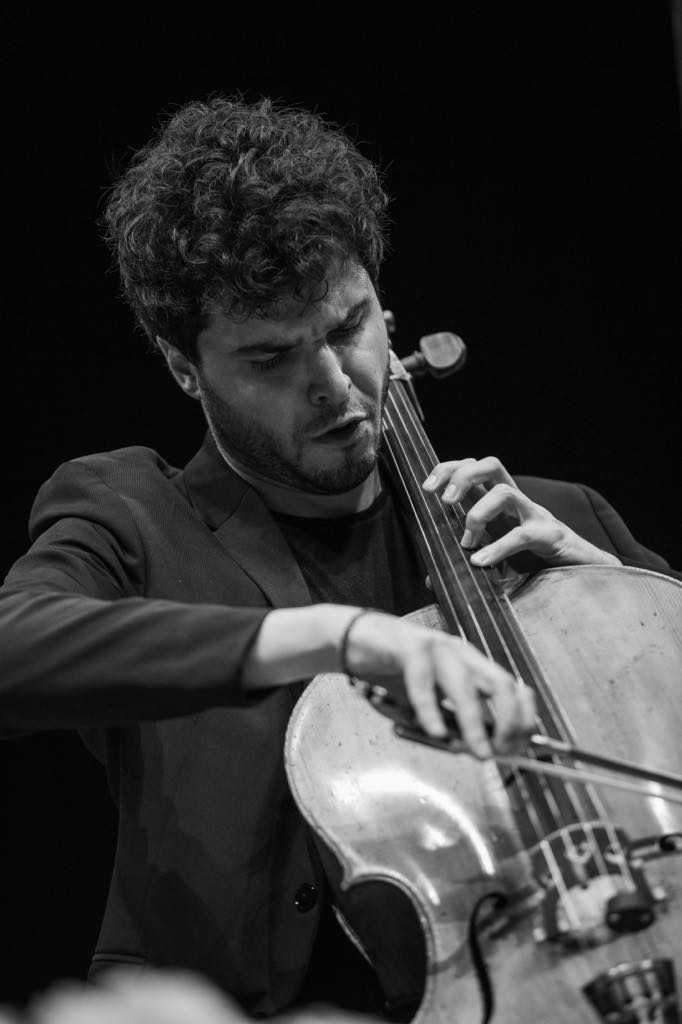
Jamal Alijev

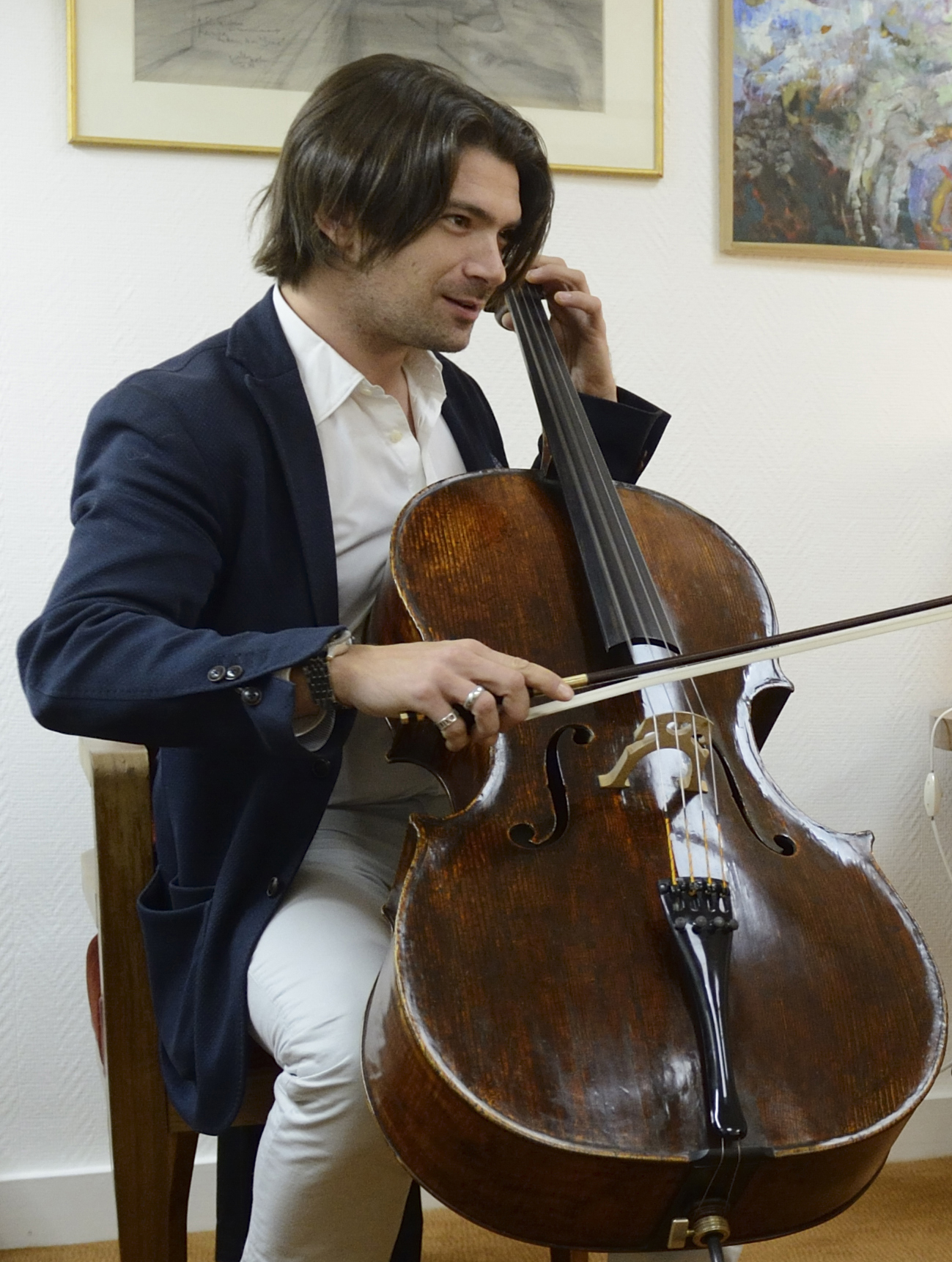
Gautier Capuçon

- Louis Abbiate (1866-1933, Francie)
- Claus Adam (1917-1983, Spojené státy americké, také skladatel)
- Artěmij Sergejevič Ajvazjan (1902-1975, Ázerbájdžán, SSSR)
- Joseph Alexander (asi 1770–1822, Německo)
- Diran Alexanian (1881-1954, Arménie)
- Francesco Aliani (1762-1812, Itálie)
- Cemal Aliyev/Jamal Alijev (* 1993, Ázerbájdžán)
- Radu Alduescu (Rumunsko, Itálie)
- Nicolas Altstaedt (* 1982, Německo)
- Karl Andersen (1903-1970, Norsko, také skladatel)
- Táňa Anisimovová (narozena 1966, Rusko, také skladatel)
- Stanislav Apolín (1931-2010, Československo)
- Julian Armor (* 1960, Kanada)
- Johann Gottfried Arnold (1773-1806, Německo, také skladatel)
- Lev Zacharovič Aronson (1912-1988, Rusko, Německo, USA)
- Sergej Zacharovič Aslamazjan (1897-1978, SSSR/Arménie)
- Olivier Aubert (1763- asi 1830, Francie, také skladatel)

#### B
- Michael Bach (* 1958, Německo, také skladatel a vizuální umělec)
- Soo Baeová (* 1977, Koreo-Kanaďanka žijící in USA)
- Zuill Bailey (* 1972, USA)
- Alexander Baillie (* 1956, Anglie)
- Giovanni Battista (John) Barbirolli (1899-1970, Británie)
- Matthew Barley (* 1965, Anglie)
- Alexandr Michajlovič Baržanskij (1883-1961, Ruské impérium, Belgie)
- Sergej Adolfovič Baržanskij (1883-1940, Ruské impérium, SSSR)
- Felix Battanchon (1814-1893, Francie)
- Paul Bazelaire (1886-1958, Francie)
- Jiří Bárta (* 1964, Česko)
- Hugo Becker (1863-1941, Německo)
- Maya Beiserová (* 1963, Izrael, žijící v USA, novoklasická hudba)
- Max Beitan / Maxim Viktorovič Bejtan (* 1986, Lotyšsko/Rusko)
- Valentin Alexandrovič Berlinskij (1925-2008, SSSR)
- Otto Berger (1873-1897, České království), člen Českého kvarteta
- Václav Bernášek (Česko), člen Kocianova kvarteta
- Emmanuelle Bertrandová (* 1973, France)
- Auguste van Biene (1849-1913, Nizozemsko, přestěhoval se do Anglie)
- Coenraad Bloemendal (* 1946, Nizozemsko, žijící v Kanadě)
- Mike Block (* 1982, USA)
- Erling Blöndal Bengtsson (Švédsko)
- Luigi Boccherini (1743-1805), Itálie, především skladatel)
- Wolfgang Boettcher (1935-2021, Německo)
- Karl Leopold Böhm (1806-1859, Rakousko)
- Becca Bradleyová (* 1991, USA)
- Gaetano Braga (1829-1907, Itálie, také skladatel)
- Anatolij Andrejevič Brandukov (1858/1859-1930, Ruské impérium, SSSR)
- Andreas Brantelid (* 1987, Dánsko)
- Adrian Brendel
- Carter Brey (* 1954, USA)
- Jean-Baptiste Bréval (1753-1823, Francie)
- František Brikcius (Česko)
- Denis Brott (* 1950, Kanada)
- Mario Brunello (* 1960, Itálie)
- Franz Brunsvik de Korompa (1777–1849, Horní Uhry, Rakousko)
- Christopher Bunting (1924-2005, Anglie)
- Jan Burian (Československo)
- Friedrich Buxbaum (1869–1948, Rakousko)
- Anner Bylsma (1934-2019, Nizozemsko, barokní violoncello)

#### C, Č
- Gautier Capuçon (* 1981, Francie)
- Pau (Pablo) Casals i Defilló (1876-1973, Španělsko/Katalánsko, také skladatel a dirigent)
- Juan Ruiz Casaux (1889–1972, Španělsko)
- Gaspar Cassadó (1897-1966, Španělsko/Katalánsko, také skladatel)
- Colin Carr (* 1957, Anglie)
- Phoebe Carraiová (* 1955, USA, baroko a další historické styly)
- Jesús Castro-Balbi (Peruánec, přestěhoval se z Francie do USA)
- Rosa Cedrónová (* 1972, Španělsko, také zpěvačka)
- Giacobbe Cervetto (zemřel 1783, Itálie, přestěhoval se do Anglie)
- James Cervetto (1748-1837, Velká Británie)
- Pi-Chin Chien (* 1964)
- Giovanni Battista Cirri (1724-1808, Itálie, také skladatel)
- Lluís Claret (* 1951, Andorra)
- Jennifer Ward Clarkeová (1935–2015, Velká Británie)
- Natalie Cleinová (žijící, Anglie)
- Bruno Cocset (* 1963, Francie)
- Robert Cohen (* 1959, Anglie)
- Christophe Coin (* 1958, Francie)
- Orlando Cole (1908-2010, USA)
- Emilio Colón (narozen v Portoriku, také skladatel a dirigent)
- Gerd Davidovič Comyk (1914-1981, SSSR)
- Nelson Cooke (1919-2018, Austrálie, kariéra částečně ve Velké Británii)
- Marc Coppey (* 1969, Francie)
- Bernhard Cossmann (1822-1910, Německo)
- John Crosdill (1751-1825, Velká Británie)
- Douglas Cummings (1944-2014, Velká Británie)
- Han-na Čangová (* 1982, Jižní Korea, také dirigent)
- Ču Ji-ping (* 1966, Čína)
- Mung-wha Čungová (* 1944, Korea)

#### D
- Caroline Daleová (narozena 1965, Anglie, klasická a populární hudba)
- Alexej Augustovič Davidov (1861-1940, Ruské impérium, SSSR)
- Karl Juljevič Davydov (1838-1889, Ruské impérium)
- Nadine Deleuryová (Francie)
- Bruno Delepelaire (* 1989, Francie)
- Jules Delsart (1844-1900, Francie)
- Robert deMaine (* 1969, USA)
- Jean Deplace (1944-2015, Francie)
- William De Rosa (žijící, USA)
- Rohan de Saram (* 1939, Anglie, také současná hudba)
- Katherine Joan Balfour Dicksonová (1921–1994, Skotsko)
- Roel Dieltiens (* 1957, Belgie, barokní a moderní violoncello)
- Denise Djokicová (* 1980, Kanada)
- Vasilij Stěpanovič Dobrochotov (1872-1939, Ruské impérium, SSSR)
- Friedrich Dotzauer (1783-1860, Německo)
- Karl Drechsler (1800-1873, Německo)
- Jean-Louis Duport (1749-1819, Francie, bratr Jeana-Pierra Duporta)
- Jean-Pierre Duport (1741-1818, Francie, bratr Jeana-Louise Duporta)
- Jacqueline du Pré (1945-1987, Anglie)

#### E
- Angela Eastová (* 1949, Velká Británie), hráčka continua a členka Red Priest
- Maurice Eisenberg (1900-1972, USA)
- Timothy Eddy (žijící, USA), zakládající člen Orion String Quartet
- Mikael Ericsson (* 1952, Švédsko, Česko)

#### F
- Guy Fallot (Kanada)
- Erwan Fauré (Francie)
- Josif Feigelson (* 1955, Lotyšsko)

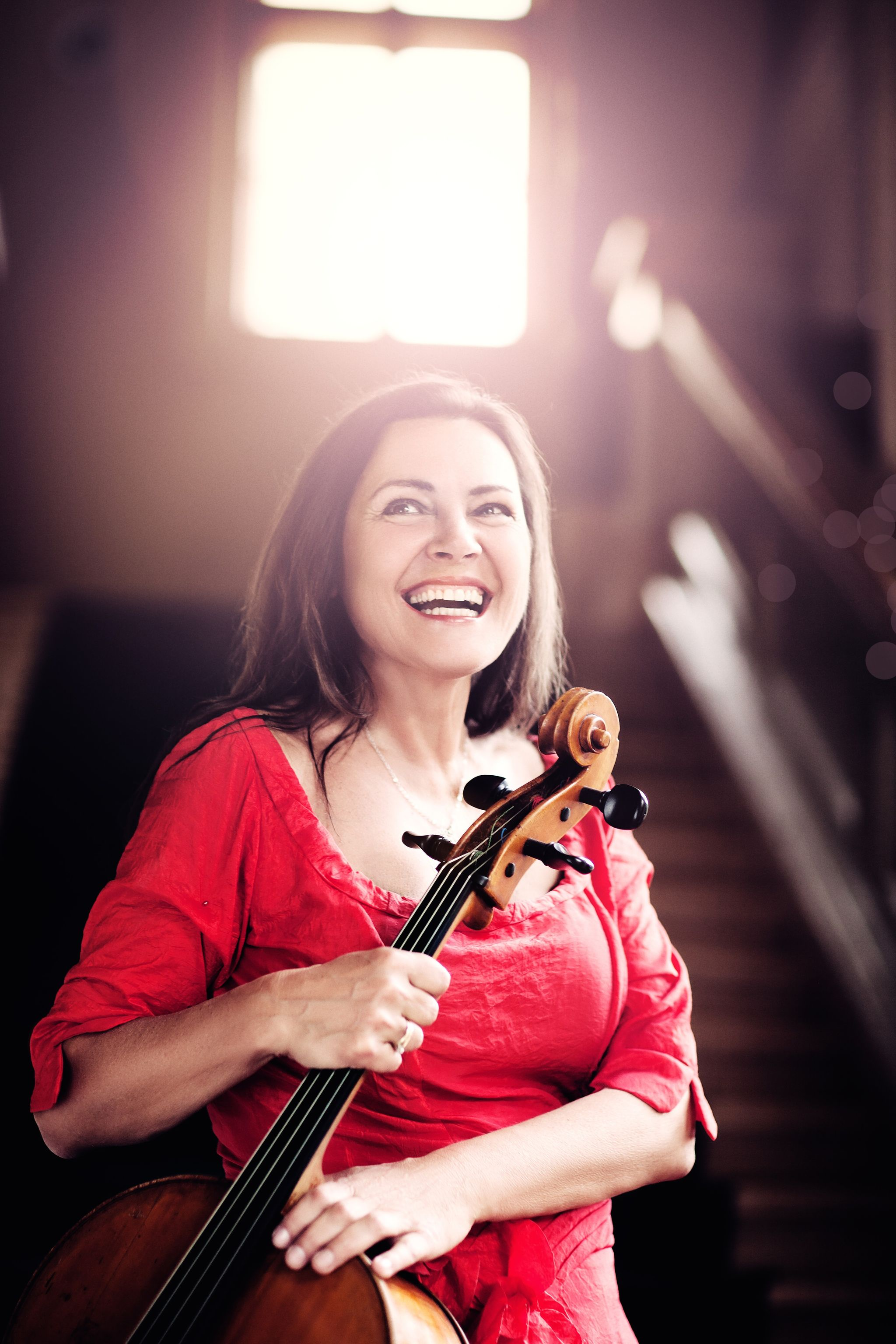
Michaela Fukačová

- Valentin Jakovlevič Fejgin (1934-1995, SSSR)
- Dmitrij Valentinovič Fejgin (SSSR, Rusko)
- Emmanuel Feldman (* 1965, USA)
- Kerstin Feltzová (* 1962, Německo)
- Pablo Ferrández (* 1991, Španělsko)
- Emanuel Feuermann (1902-1942, Rakousk-Uhersko, USA)
- Štěpán Filípek (* 1981, Česko)
- David Finckel (* 1951, USA, zakládající bývalý člen Emerson String Quartet)
- Wilhelm Fitzenhagen (1848-1890, Německo)
- C. Myron Flippin (USA)
- Amanda Forsythová (* 1966, Kanada)
- Eugene Friesen (* 1952, USA)
- Antal Friss (1897-1973, Maďarsko)
- Michaela Fukačová (* 1959, Česko)

#### G
- Sol Gabetta (* 1981, Argentina)
- Domenico Gabrielli († 1690, Itálie)
- Emanuele Gadaleta (* 1975, Itálie, Česko)
- Ophélie Gaillardová (* 1974, Francie)
- Taťána Alexejevna Gajdamovičová (1918-2005, SSSR, Rusko)
- Raja Garbousovová (1909-1997, narozena v Gruzii, Ruské impérium, USA)
- Maurice Gendron (1920-1990, Francie)
- Gwyneth Georgeová (1920-2016, Velká Británie)
- Armen Jakovlevič Georgian (1904-1993, SSSR
- Alban Gerhardt (* 1969, Německo)
- Kristin von der Goltz (* 1966, Německo, dobový nástroj)
- David Geringas (* 1946, Litva)
- Jean Gérardy (1877-1929, Belgie)
- Igor Ivanovič Gavryš (* 1945, SSSR, Rusko)
- Rudolf Gleißner (* 1942, Německo)
- Alfred Edmundovič Glen (1858-1927, Ruské impérium, Německo)
- Georg Goltermann (1825-1876, Německo, také skladatel)
- Bernard Greenhouse (1916-2011, USA, zakládající člen Beaux Arts Trio)
- Friedrich Grützmacher (1832-1903, Německo)
- Tina Guo (narozena 1985 v Číně, vyrostla a žije v USA, také elektrická violoncellistka a erhuistka)
- Natalija Grigorjevna Gutmanová / Natalia Gutman (* 1942, SSSR, Rusko)

#### H, Ch
- Matt Haimovitz (* 1970, Izrael)
- Narek Hachnazarjan (* 1988, Arménie)

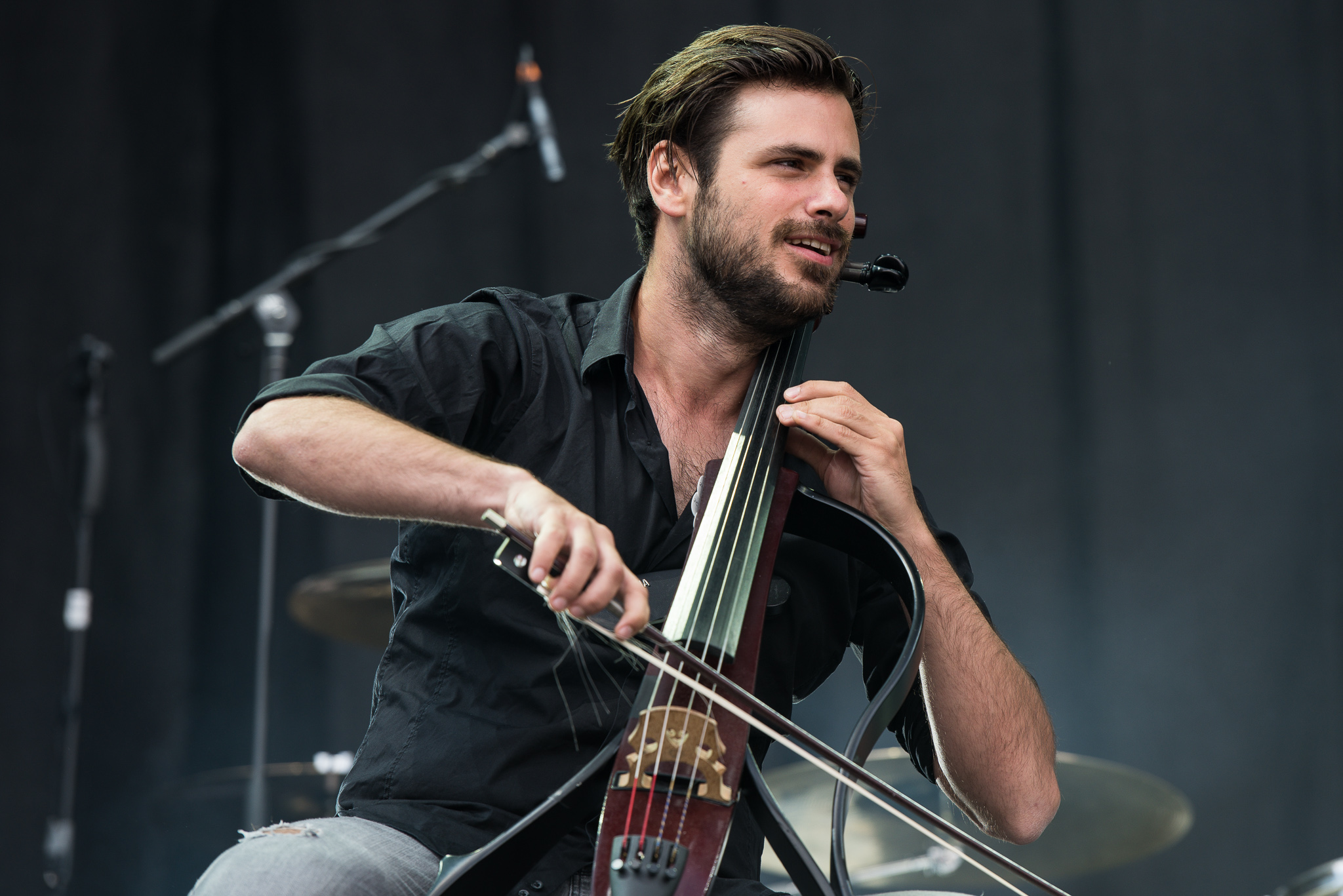
Stjepan Hauser

- Jehuda Hanani (narozený v Jeruzalémě, Izrael)
- Jiří Hanousek (Česko)
- Suzzette Forgues Halasz (1918-2004, Kanada)
- Richard Harwood (* 1979, Anglie)
- Ofra Harnojová (* 1965, Izrael)
- Lynn Harrell (1944-2020, USA)
- Beatrice Harrisonová (1892–1965, Anglie)
- Stjepan Hauser (* 1986, Chorvatsko)
- Robert Hausmann (1852-1909, Německo)
- Bedřich Havlík (1936-2001, Československo, Česko)
- Frans Helmerson (* 1945, Švédsko)
- Dale Henderson (New York) - zakladatel iniciativy Bach in the Subways
- Bohumil (Bohuš) Václav Heran (1907-1968, Československo)
- Victor Herbert (1859-1924, Irsko, primárně skladatel, také dirigent)
- Paul Hermann (1902-1944, Maďarsko)
- Catherine Hewgillová (* 1963, Austrálie) - první violoncellista Sydneyské symfonie
- Desmond Hoebig (* 1961, Kanada)
- Kato van der Hoeven (1877-1959, Nizozemsko)
- Florence Hootonová (1912-1988, Anglie)
- Louise Hopkinsová (* 1968, Anglie)
- Jiří Hošek (* 1955, Česko)
- Dominika (Weiss) Hošková (* 1982, Česko)
- Michal Hreňo (Česko)
- Sébastien Hurtaud (Francie)
- Young-Chang Cho (* 1958, Jižní Korea)
- Michail Emmanuilovič Chomicer (1935-2002, SSSR, Izrael)
- Mabel Chaplin (1870-1960, Velká Británie, člen Chaplin tria; také hrál na violu ga gamba)
- Josef Chuchro (1931-2009, Československo)

#### I
- Steven Isserlis (* 1958, Anglie)

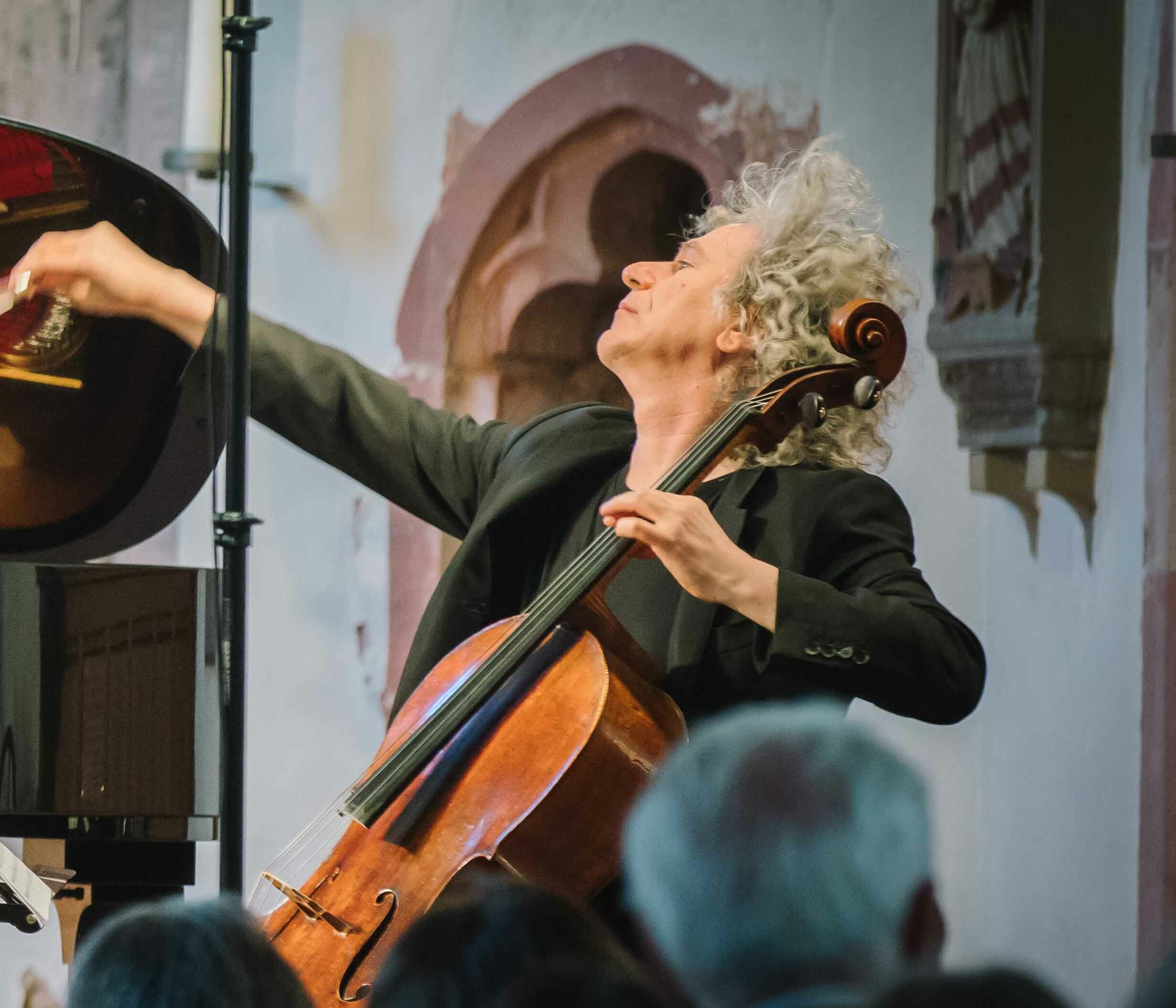
Steven Isserlis

- Sergej Istomin (Rus žijící v Belgii), dobové nástroje, hraje také na violu da gamba
- Juki Ito (* 1990, Japonsko)
- Alexandr Vasiljevič Ivaškin (1948-2014, SSSR, Rusko)

#### J
- Ivor James (1882-1963, Británie)
- Tomáš Jamník (* 1985, Česko)
- Antonio Janigro (1918-1989, Itálie)
- Ivor James (1882-1963, Británie)
- Marek Jerie (Česko)
- Nicasio Jiménez (1849-1891, Kuba) Guy Johnston (* 1981, Anglie)
- Vivian Josephová (1916-2005, Británie)
- Julius Junek (České království)

#### K

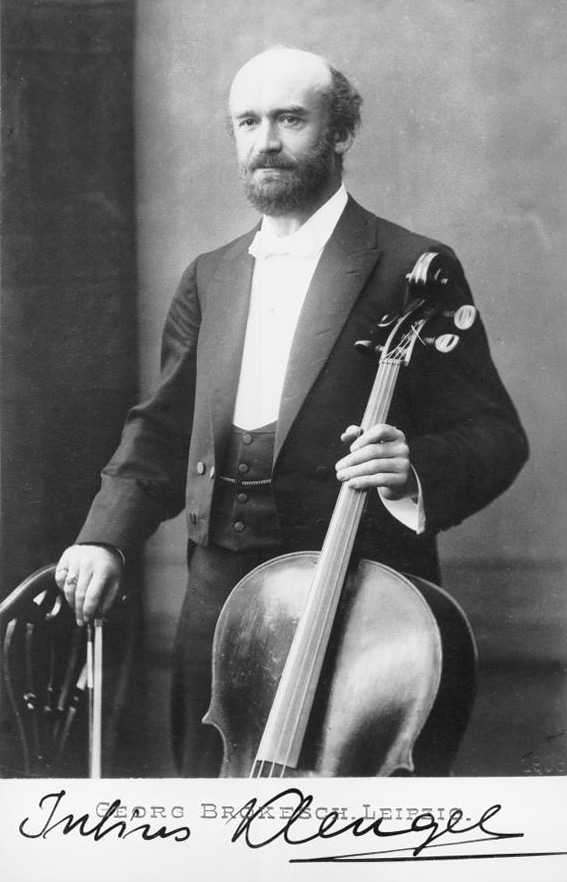
Julius Klengel

- Stěfan Timofejevič Kaljanov (1918-2004, SSSR, Rusko)
- Sheku Kanneh-Mason (* 1999, Spojené království)
- Michal Kaňka (* 1960, Česko), člen Wihanova kvarteta
- Ivan Karizna (* 1992, Bělorusko)
- Anssi Karttunen (* 1960, Finsko)
- Aleš Kaspřík (* 1962, Česko), člen Wihanova kvarteta
- Paul Katz (žijící, USA), zakládající člen Cleveland Quartet
- John Kennedy (1922-1980, narozen v Anglii, přestěhoval se do Austrálie)
- Lauri Kennedy (1896-1985, narozen v Austrálii)
- Jenő Kerpely / Eugene de Kerpely (1885-1954, Uhersko, Maďarsko)
- Jonah Kim (* 1988, Jižní Korea)
- Hans Kindler (1892-1949, Nizozemsko, USA)
- Ralph Kirshbaum (* 1946, USA)
- Maria Kliegelová (* 1952, Německo)
- Julius Klengel (1859-1933, Německo)
- Svjatoslav Nikolajevič Knuševickij (1907-1963, SSSR)
- Antonín Kohout (1919–2013, Československo)
- Otto van Koppenhagen (1897–1978, Nizozemsko)
- Jacob Koranyi (* 1983, Švédsko)
- Nina Ivanovna Kotovová (* 1969 v Sovětském svazu, žije v USA)
- Semjon Matvejevič Kozolupov (1884-1961, Ruské impérium, SSSR)
- Galina Kozolupovová (1912-1990, SSSR)
- Antonín Kraft (1752–1820, České království)
- Anatoli Krastev (* 1947, Bulharsko)
- Ondřej Kratochvíl (Česko), Arrhythmia
- Josef Krečmer (* 1958, Česko)
- Pavel Jonáš Krejčí (Česko), člen Pražákova kvarteta
- Joel Krosnick (* 1941, USA), bývalý člen Juilliard String Quartet
- Wieland Kuijken (* 1938), Belgie, barokní violoncello a viola da gamba, také dirigent
- Friedemann Kupsa (* 1943, Rakousko)
- Tobias Kühne (* 1928, Německo)
- Aage Kvalbein (* 1947, Norsko)

#### L
- David Lale (* 1962, Anglie, Austrálie)
- David Lale (* 1981, Anglie)
- Salvatore Lanzetti (1710-1780, Itálie)
- Gerard Le Feuvre (* 1962, Normanské ostrovy)
- Kryštof Lecian (* 1974, Česko)
- Trey Lee Chui-yee (* 1973, Honkong)
- Nancy Lenehanová (* 1953, USA) [1]
- Ronald Leonard (USA)
- Mats Lidström (* 1959, Švédsko)
- Jaap ter Linden (* 1947, Nizozemsko), barokní violoncello
- Robert Lindley (1776-1855, Británie)
- Joseph Linke (1783-1837, Rakousko)
- Gavriel Lipkind (* 1977, Izrael)
- Hugh Livingston (* 1969)
- Rudolf Lojda (* 1927, Československo)
- Julian Lloyd Webber (* 1951, Anglie)
- Martin Lovett (1927-2020, Anglie)
- Julius Lunek (Československo)
- Fjodor Petrovič Luzanov (1919-1989, SSSR)

#### M
- Yo-Yo Ma (* 1955 ve Francii, vyrostl a žije v USA)
- Gábor Magyar (1914-2011, Maďarsko)
- Enrico Mainardi (1897–1976, Itálie)
- Jens-Peter Maintz (* 1967, Německo)
- Miša Maiskis / Mischa Maisky (* 1948, Lotyšsko)
- Brian Manker (žijící, Kanada)
- Jonathan Manson (žijící, narozen ve Skotsku), dobové nástroje, hraje také na violu da gamba
- Ailbhe McDonaghová (* 1982, Irsko)
- Alain Meunier (* 1942, Francie)
- Antônio Meneses (* 1957, Brazílie)
- Vincenzo Merighi (1795-1849, Itálie)
- Ivan Měrka (1926-2020, Československo)
- Konstantin Alexandrovič Minjar-Beloručev (1874-1944, SSSR)
- Abram Iljič Mogilevskij/Mohylevskyj (1875-1964, Ruské impérium, SSSR)
- Ivan Monighetti (* 1948, Švýcarsko, SSSR, Polsko)
- John Moran (* 1963, USA), barokní violoncello
- Edgar Moreau (1994, Francie)
- Johannes Moser (* 1979, Německo, žije v Kanadě)
- Viktor Moučka (1926–2019, Československo), člen Vlachova kvarteta
- Truls Mørk (* 1961, Norsko)
- Philippe Muller (* 1946, Francie)
- Daniel Müller-Schott (* 1976, Německo)
- August Theodor Müller (1802-1875, Německo)

#### N
- André Navarra (1911-1988, Francie)
- George Neikrug (1919-2019, USA)
- Steven Sharp Nelson (* 1977, USA), člen The Piano Guys
- Zara Nelsova, původně Sara Katznelson (1918-2002, Kanada)
- Alois Neruda (1837-1899, České království)
- František Xaver Neruda (1843-1915, České království, Dánsko)
- Clancy Newman (* 1977, USA)
- David Niederle (* 1980, Česko)
- Şerban Nichifor (* 1954, Rumunsko), také skladatel
- Arto Noras (* 1942, Finsko)
- Petr Nouzovský (* 1982, Česko)

#### O
- Jan Oertl (1827-1889, České království, Chrovatsko)
- Jacques Offenbach (1819-1880, narozen v Německu, žil ve Francii, především skladatel)
- Kevin Olusola (* 1988, USA)
- Ouyang Nana (* 2000, Čína)

#### P
- Peeter Paemurru (* 1948, Estonsko/SSSR)
- Johann Sebastian Paetsch (* 1964, USA)
- Siegfried Palm (1927-2005, Německo)
- Vilmos Palotai (Maďarsko)
- Paolo Pandolfo (* 1964, Itálie, viola da gamba)
- Aldo Parisot (1918-2018, Brazílie, USA)
- Angela Parková (* 1987, USA)
- Saerom Park (* 1981, Jižní Korea)
- Leslie Parnas (1931-2022, USA)
- Vito Paternoster (* asi 1963, Itálie, také dirigent a skladatel)
- Jan Páleníček (* 1957, Česko), zakladatel Smetanova tria
- Grigorij Iljič Pekker (1905-1983, SSSR)
- Amit Peled (* 1973, Izrael)
- Samuli Peltonen (* 1981, Finsko)
- David Pereira (* 1953, Austrálie)
- Miklós Perényi (* 1948, Maďarsko)
- Boris Mironovič Pergamenščikov (1948-2004, narozen v SSSR, přestěhoval se do Německa) [2]
- Vladimir Perlin (* 1942 v SSSR, žije v Bělorusku, také dirigent a pedagog)
- Miroslav Petráš (* 1948, Česko)
- Vít Petrášek (* 1978, Česko)
- Carlo Alfredo Piatti (1822-1901, Itálie)
- Luigi Piovano (Itálie, barokní a moderní violoncella, také dirigent)
- František Pišinger (1931–2019, Československo), člen Dvořákova kvarteta
- Grigorij Pavlovič Pjatigorskij (1903-1976, narozen v Rusku, přestěhoval se do USA)
- Anthony Pleeth (* 1948, Anglie, barokní violoncello, syn a žák Williama Pleetha)
- William Pleeth (1916-1999, Anglie, učitel Jacqueline du Pré)
- Lukáš Polák (* 1977, Česko)
- Dominik Połoński (1977-2018, Polsko)
- David Popper (1843–1913, český rodák z Prahy, působící v Maďarsku)
- Josef Pražák (Česko), člen Pražákova kvarteta
- Josif Issakovič Press (1881-1924, Ruské impérium, USA)
- Carlos Prieto (* 1937, Mexiko)
- Taťána Alexandrovna Prijmenková (1930-2015, SSSR, Rusko)

#### Q
- Guglielmo Quarenghi (1826-1882, Itálie)
- Jean-Guihen Queyras (* 1967 v Kanadě, žije ve Francii, hraje na barokní a moderní violoncella)
- Misha Quint / Michail Kvint (* 1960 v SSSR, přestěhoval se do USA)

#### R
- Jean-Marie Raoul (1766-1837, Francie, také skladatel)
- Evžen Rattay (1945-2015, Česko)
- Gábor Rejtő (1916–1987, Maďarsko)
- Giovanni Ricciardi (* 1968, Itálie)
- Sharon Robinsonová (* 1949, USA)
- (Kyril) Kirill Rodin (* 1963, SSSR, Rusko)
- Sergej Roldugin (* 1951, SSSR, Rusko)
- Shauna Rolstonová (* 1967, Kanada)
- Joshua Roman (* 1983, USA)
- Alexej Romaněnko (* 1974 v SSSR, přestěhoval se do USA)
- Bernhard Romberg (1767-1841, Německo, také skladatel)
- Leonard Rose (1918-1984, USA)
- Marcy Rosenová (USA)
- Nathaniel Rosen (* 1948, USA)
- Leopold Vitoldovič Rostropovič (1892-1942, SSSR)
- Mstislav Rostropovič (1927–2007, SSSR, Rusko, také dirigent)
- Martti Rousi (* 1960, Finsko)
- Alexander Rudin (* 1960, SSSR, Rusko)
- Martin Rummel (* 1974, Rakousko)

#### S
- Karel Pravoslav Sádlo (1898–1971, Československo)
- Miloš Sádlo (1912–2003, Československo)
- Felix Salmond (1880-1952, Anglie)
- François Salque (Francie)
- John Sant'Ambrogio (* 1932, USA)
- Sara Sant'Ambrogiová (* 1962, USA)
- Roman Jechillovič Sapožnikov (1903-1987, SSSR)
- Karel Pravoslav Sádlo (1898–1971, Československo)
- Mátyáš György Seiber (1905-1960, Maďarsko, Británie)
- Jan (Johann) Seifert/Ivan Ivanovič Zejfert (1833-1914, České království, Ruské impérium)
- Lev Michajlovič Sejdel (1895-1961, Ruské impérium, SSSR)
- Harvey Shapiro (1911-2007, USA)
- Anna Shuttleworthová (1927-2021, Anglie)
- Heinrich Schiff (1951-2016, Rakousko)
- Adolf Schiffer (1873-1950, České království, Maďarsko)
- Franz Schmidt (1874-1939, Rakousko, také klavírista a skladatel)
- Niklas Schmidt (* 1958, Německo)
- Wolfgang Emanuel Schmidt (* 1971, Německo)
- Georg Schnéevoigt (1872-1947, Fin, také dirigent)
- Eleonore Schoenfeldová (1925-2007, narozena ve Slovinsku, zemřela v USA)
- Alan Shulman (1915-2002, USA)
- Joseph Schuster (1903-1969, narozen v Turecku, zemřel v USA)
- Julian Schwarz (* 1991, USA)
- Inbal Segev (narozen v Izraeli, žije v USA)
- Adrien-François Servais (1807-1866, Belgie)
- Tessa Seymourová (* 1993, USA)
- Fred Sherry (* 1948, USA)
- Andrew Shulman (* 1960, Anglie, také dirigent a skladatel)
- František Sláma (1923–2004, Československo)
- Vedran Smailović (* 1956, Bosna a Hercegovina, žije v Severním Irsku)
- František Smetana (1914-2004, Československo, Česko)
- Brinton Averil Smith (* 1969, v Royal Oak, Michigan)
- Giovanni Sollima (* 1962, Itálie, také skladatel)
- Jeffrey Solow (* 1949, Los Angeles)
- Kian Soltani (* 1992, Rakousko)
- George Sopkin (1914-2008, USA)
- David Soyer (1923-2010, USA)
- Benyamin Sönmez (1983-2011, Turecko)
- William Henry Squire (1871-1963, Anglie)
- János Starker (1924-2013, narozen v Maďarsku, zemřel v USA)
- Julian Steckel (* 1982, Německo)
- Leo Stern (1862-1904, Anglie)
- Pierre Strauch (* 1958, Francie)
- Peter Stumpf (USA)
- Guilhermina Suggiaová (1885-1950, Portugalsko)
- Hidemi Suzuki (* 1957, Japonsko, dobové nástroje, také dirigent)

#### Š
- Daniil Borisovič Šafran (1923-1997, SSSR, Rusko)
- Natalija Nikolajevna Šachovskaja (1935-2017, SSSR, Rusko)
- Sergej Petrovič Širinskij (1903-1974, SSSR)
- Mirko Škampa (1935-2023, Česko)
- Jan Škrdlík (* 1964, Česko)
- Luka Šulić (* 1987, Slovinsko)

#### T
- Stéphane Tétreault (* 1993, Kanada)
- Camille Thomas (* 1988, Francie)
- Ronald Thomas (* 1952, USA)
- Fiona Thompsonová (narozena v Anglii, žije v USA)
- Juro Tkalčić (1877-1957, Chorvatsko)
- Doron Toister (* 1957, Izrael)
- Eicca Toppinen (* 1975, Finsko, člen skupiny Apocalyptica)
- Paul Tortelier (1914-1990, Francie)
- Anton Träg (1819-1860, Rakousko)
- Marek Trykar (Česko)
- Bion Tsang (* 1967, USA)
- Julij Fjodorovič Turovskij (1939-2013, SSSR, Rusko)
- Jakub Tylman (* 1983, Česko)

#### U
- Frances-Marie Uittiová (* 1946, USA, také skladatel)

#### V
- Laura van der Heijden (* 1997, Anglie)
- László Varga (1924–2014, Maďarsko)
- Alexandr Valerianovič Veržbilovič (1850-1911, Ruské impérium)
- Alexandr "Saša" Večtomov (1930-1989, Československo)
- Ivan Večtomov (1902-1981, Rusko, Československo), člen Pražského kvarteta, koncertní mistr České filharmonie
- Daniel Veis (Česko)
- Helena Velická (* 1979, Česko)
- Jan Vogler (* 1964 v Německu, žije v USA)
- Ivan Vokáč (* 1987, Česko), člen Prague Cello Quartet
- Jevgenij Vladimirovič Volf-Izrael (1872-1956, Ruské impérium SSSR)
- J. Louis von der Mehden (1873-1954, USA)

#### W
- Nathan Waks (* 1951, Austrálie)
- Christine Walevska (* 1943, Los Angeles, Kalifornie)
- Raphael Wallfisch (* 1953, Anglie)
- Jian Wang (* 1968, Čína)
- Wendy Warnerová (USA)
- Graham Waterhouse (* 1962, Anglie, také skladatel)
- Paul Watkins (* 1970, Wales)
- Terence Weil (1921–1995, Anglie)
- Alisa Weilersteinová (* 1982, USA)
- Dominika (Weiss) Hošková (* 1982, Česko)
- August Wenzinger (1905–1996, Švýcarsko)
- William Whitehouse (1859–1935, Anglie)
- Donald Whitton (1923–2018, Kanada)
- Paul Wiancko (* 1983, USA, také skladatel)
- Hanuš Wihan (1855-1920, České království, Československo)
- Peter Wiley (* 1955, USA)
- Kazimierz Wiłkomirski (1900-1995, Ruské impérium, Polsko)
- Dominique de Williencourt (* 1959, Francie, také skladatel)
- Maximilian Willmann (1767–1813, Německo)
- Pieter Wispelwey (* 1962, Nizozemsko)

#### XYZ
- Sung-Won Yang (žijící, Jižní Korea)
- Wen-Sinn Yang
- Daniel Yeadon (* 1967, Anglie, žije v Austrálii)
- Ladislav Zelenka (1881-1957, Československo), člen Českého kvarteta